# Vigna mukerjeanus
Vigna mukerjeanus là một loài thực vật có hoa trong họ Đậu. Loài này được (Raizada) Raizada miêu tả khoa học đầu tiên.